# Songpanaru (métro de Séoul)
Seokchon Gobun (en coréen : 송파나루역) est une station de passage de la ligne 9 du métro de Séoul. Elle est située, 446 Baekjegobun-ro, dans l'arrondissement Songpa-gu, à Séoul en Corée du Sud.
Ouverte en 2018, la station est desservie par les rames omnibus circulant sur la ligne 9.

## Situation sur le réseau

Plan du réseau (2023)

La station souterraine de passage Songpanaru de la ligne 9 du métro de Séoul, est situé entre la station Seokchon, en direction du terminus nord/ouest Gaehwa, et la station Hanseong Baekje, en direction du terminus sud/est VHS Medical Center.

## Histoire
La station Songpanaru est mise en service le 1er décembre 2018, lors de l'ouverture à l'exploitation de la section de la ligne 9, longue de 10 km entre Complex Sportif et le nouveau terminus sud/est VHS Medical Center.

## Services aux voyageurs

### Accès et accueil
Domicilié au 446 Baekjegobun-ro, elle dispose de quatre accès numérotés 1 à 4. Elle est organisée sur deux niveaux souterrains reliés par des escaliers et des ascenseurs avec un quai central. Elle est équipée d'automates notamment pour l'achat titres de transport. 

### Desserte
Songpanaru est desservie par les rames omnibus qui circulent sur la ligne 9.

Instatllations
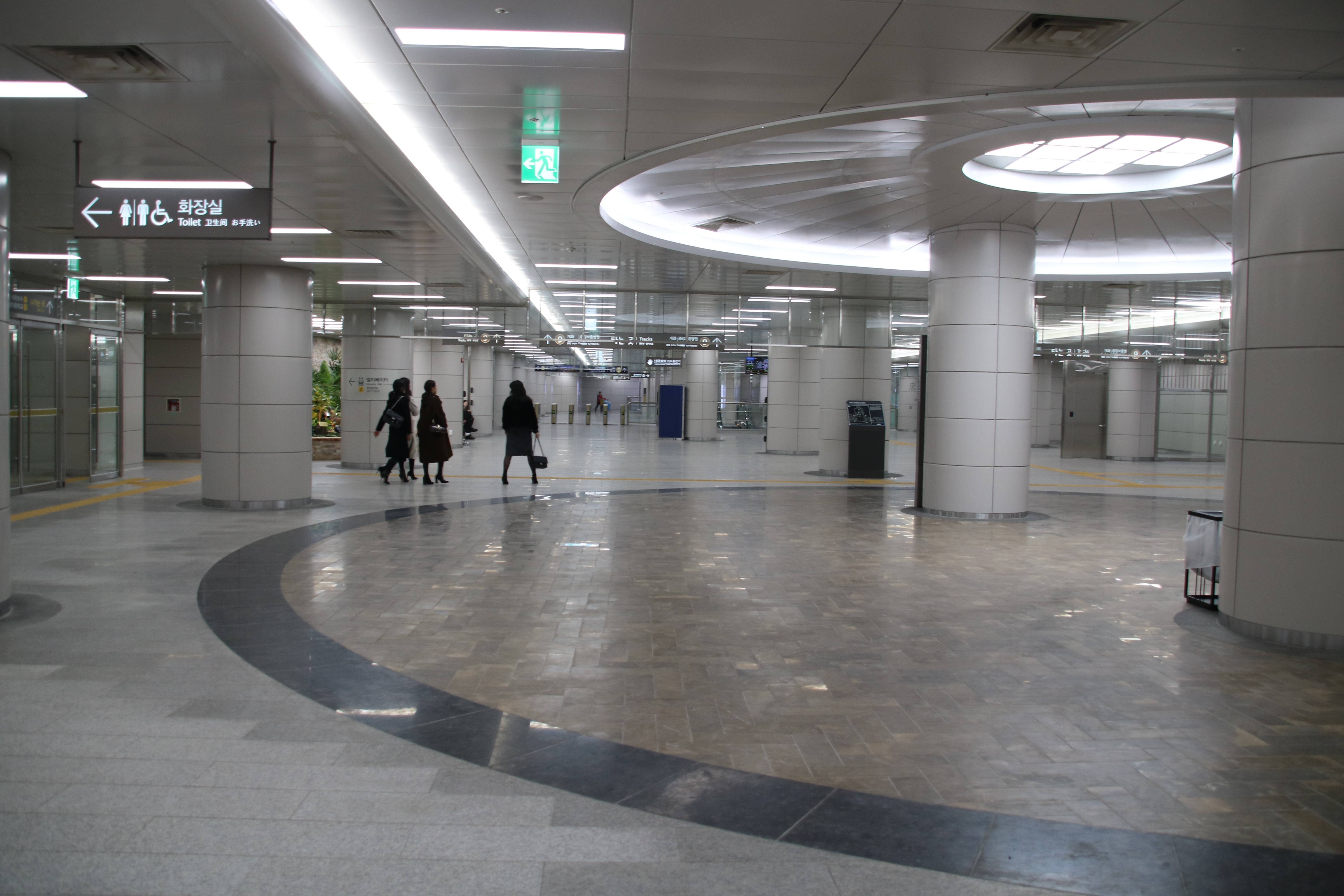
En 2018.
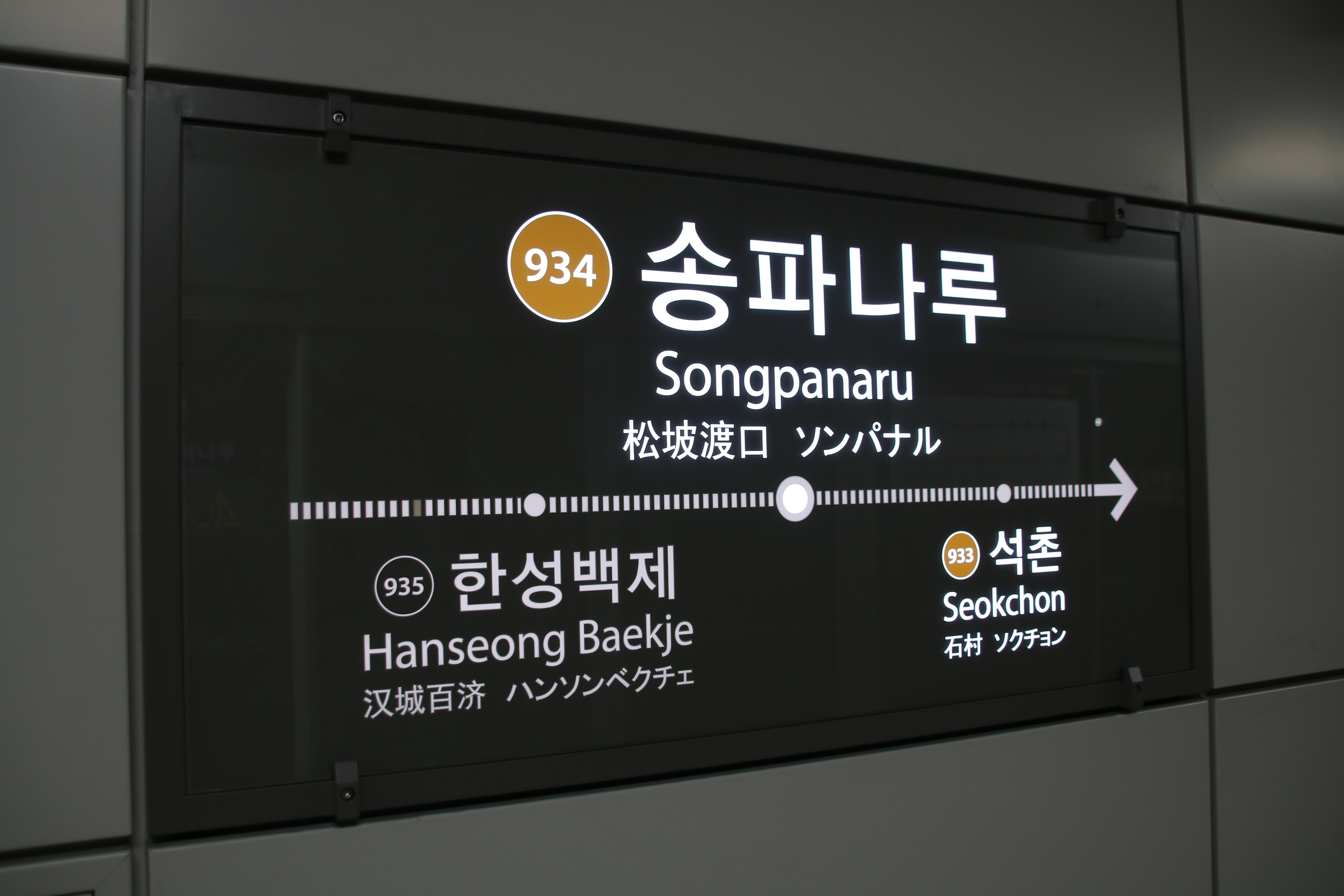
En 2018.
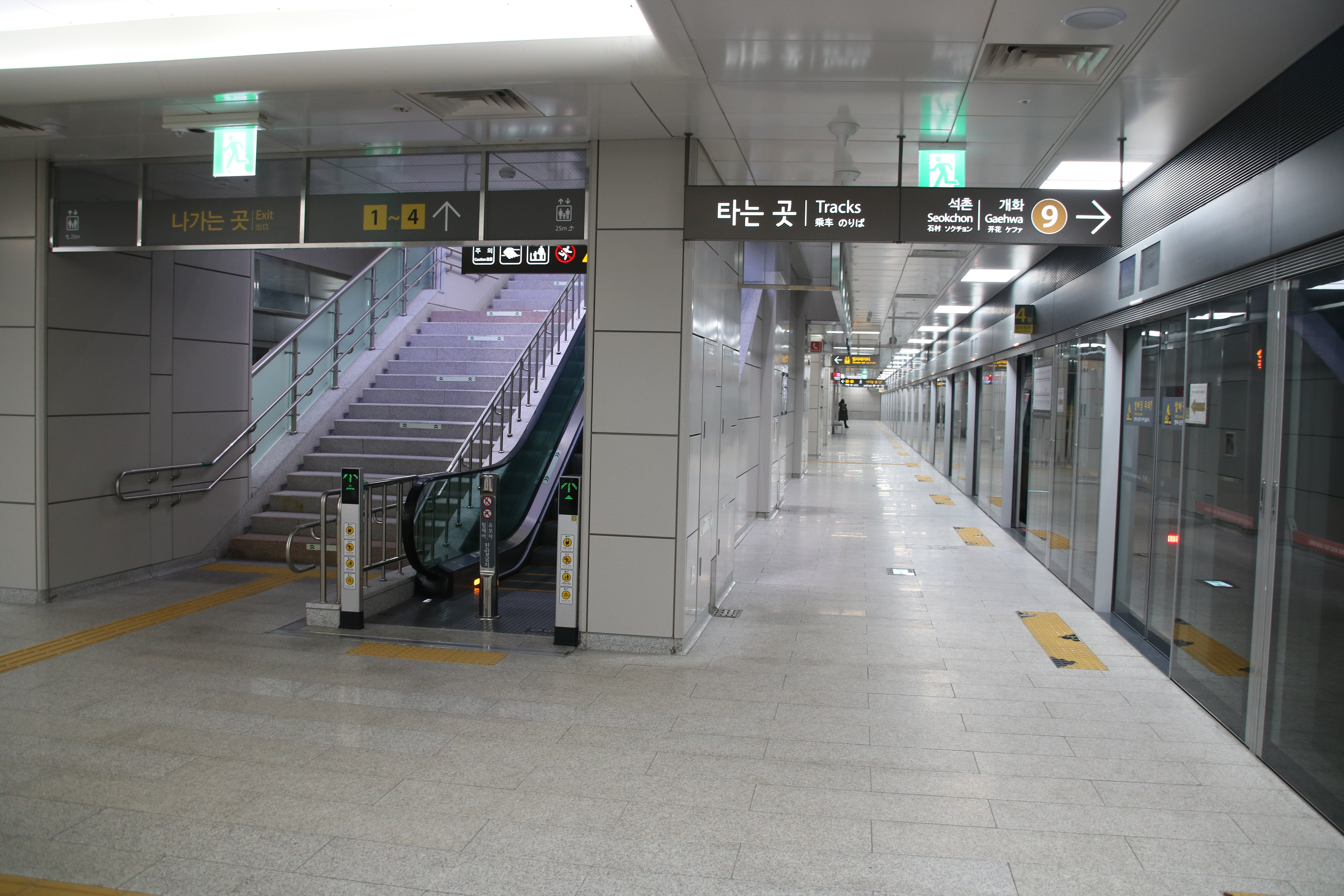
En 2018.

### Intermodalité
Des arrêts de bus urbains sont situés à proximité d'accès.

## À proximité
Elle est située à proximité, du Lac de Seokchon et du parc Songpa Bangi.